# Svobodni
Svobodni je ruski kozmodrom koji se u tu svrhu rabi od 1996. Nalazi se na 51°42' sjeverne zemljopisne širine i 128°00 ' istočne zemljopisne dužine.
Izvorno je građen kao mjesto za ispaljivanje interkontinentalnih projektila.
Kasniji planovi su ga vidili kao zamjenu za Bajkonur koji je postao inozemno ozemlje nakon raspada SSSR-a. Međutim, razvoj nije završen zbog ekonomskih teškoća. Od 1997. rakete se lansira s lansirne rampe vrste Start-1. Određene lansirne rampe se daju preinačiti za rakete razreda Rokot (temelja SS-19).

## Vanjske poveznice
- Kozmodrom Svobodni